# Bria (République centrafricaine)
Pour les articles homonymes, voir Bria.
Bria est une ville de République centrafricaine, chef-lieu de la préfecture de Haute-Kotto. Elle constitue l'une des trois sous-préfectures de cette subdivision.

## Géographie
Bria est située sur la route nationale 5 à 580 km au nord-est de la capitale Bangui, elle est drainée par la rivière Kotto.

### Quartiers
La ville est constituée de 43 quartiers recensés en 2003 : Ambadrou, Anciens-Combattants, Assana, Bazangueres, Boy-Gbaya, Dakpa, Edéka, Fadama, Foulata, Galabadja, Gbadou, Gobolo, Gondele, Issa-Ndele 1, Issa-Ndele 2, Issa-Ndele 3, Issa-Ndele 4, Issa-Ndelé 5, Issa-Ndele 6, Issa-Ndell 4, Kotto-Ville, Koumidi, Kpetene, La Smi, Mande 1, Mande 2, Mande 3, Masse, Moussa Gbadou (1, 2), Ndoma, Ndomendé (1, 2), Ndrou 1, Ndrou 2, Paris-Congo, Passeurs-Bac, Piango 1, Piango 2, Piango 3, Piya, Yafara, Yandomo, Yangakola, Zoubalé.

## Histoire

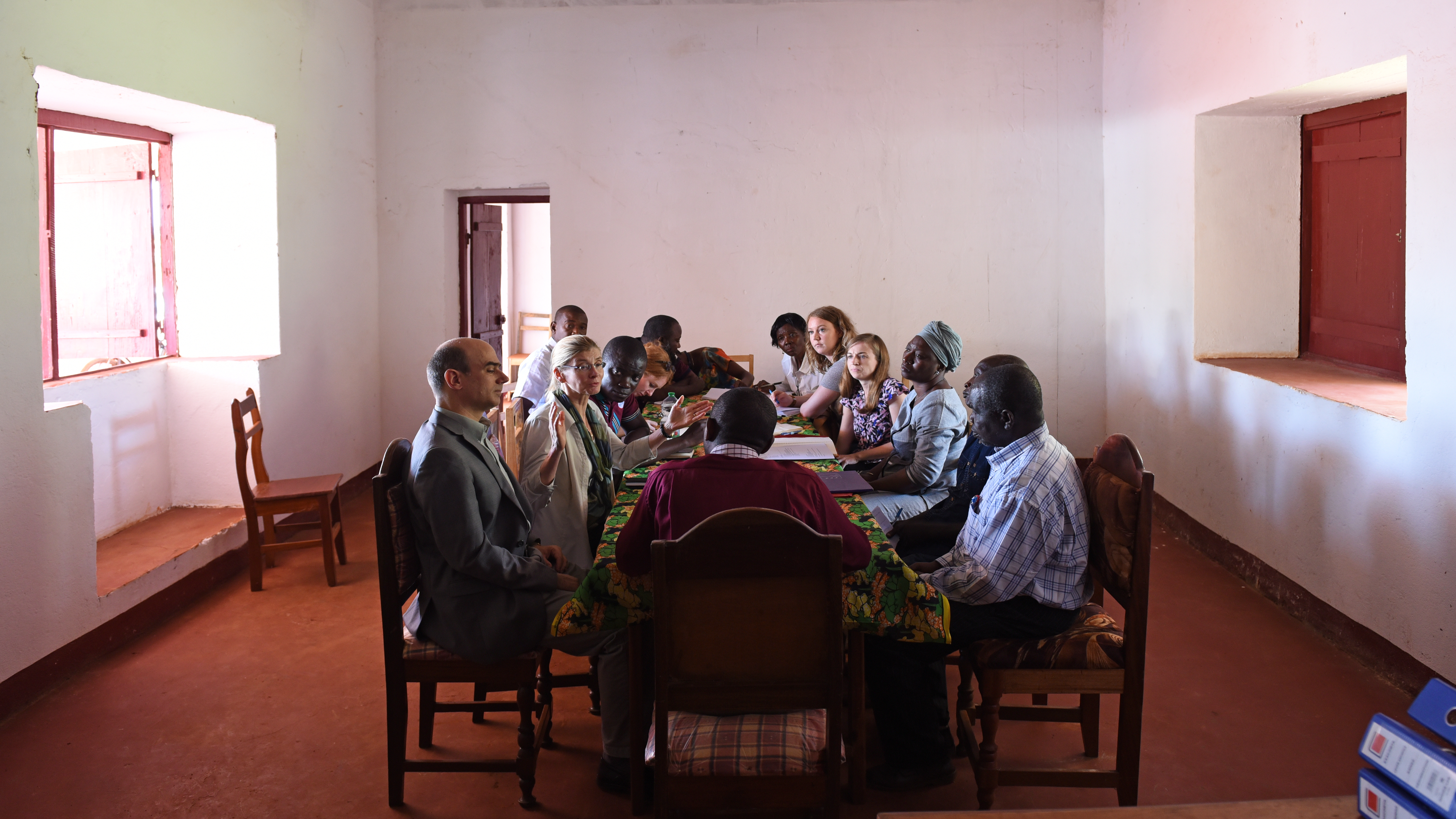
Rencontre avec le Préfet et le Maire de Bria (2016)

En 1930, la société cotonnière Comouna installe une usine d'égrenage à Bria.
Le 23 janvier 1961, la République centrafricaine indépendante fait de Bria le chef-lieu de la préfecture de Haute-Kotto.
Lors de la reprise des combats en décembre 2012 entre les FACA loyalistes et la coalition rebelle de Seleka la ville tombe aux mains des rebelles,.

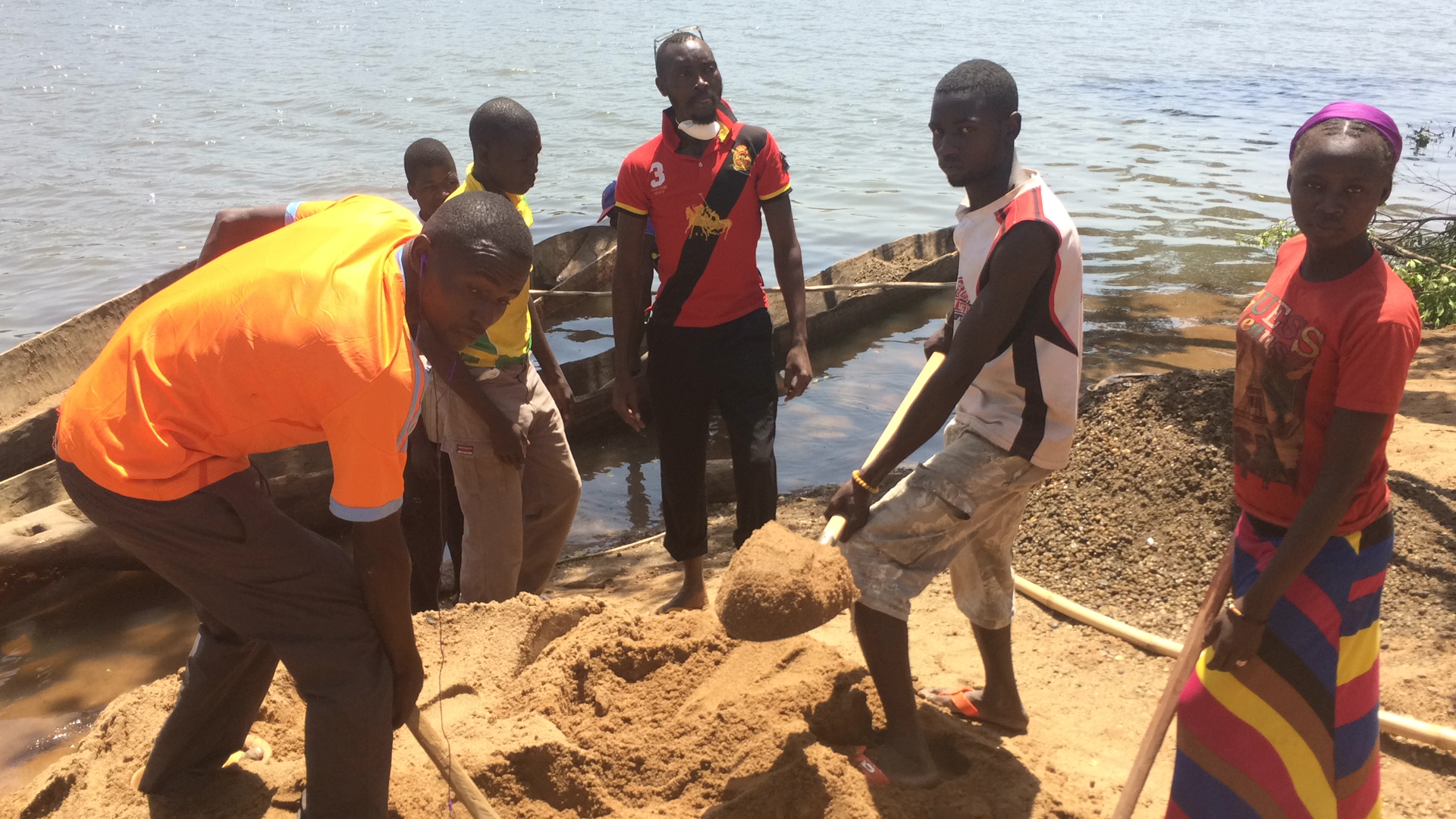
D'anciens combattants de Séléka engagés dans un processus à Bria en février 2017.

En janvier 2015, la ville est sous le contrôle du Front populaire pour la renaissance de la Centrafrique (FPRC) ex-Séléka. Le 10 février, les forces de la MINUSCA et Sangaris (3e RIMA et 1er Régiment de Spahis) lancent une opération conjointe, délogent ces éléments armés de tous les bâtiments administratifs et permettent de rétablir l'autorité de l'État.

## Économie
Il y a des mines d'or et de diamants.[réf. nécessaire]

## Éducation et santé
L'enseignement secondaire est assuré par le lycée Abdel-Kader-Djalle de Bria.

## Religion
La ville est le siège de la paroisse catholique Saint-Louis de Bria fondée en 1955, elle dépend du diocèse de Bambari.

## Images

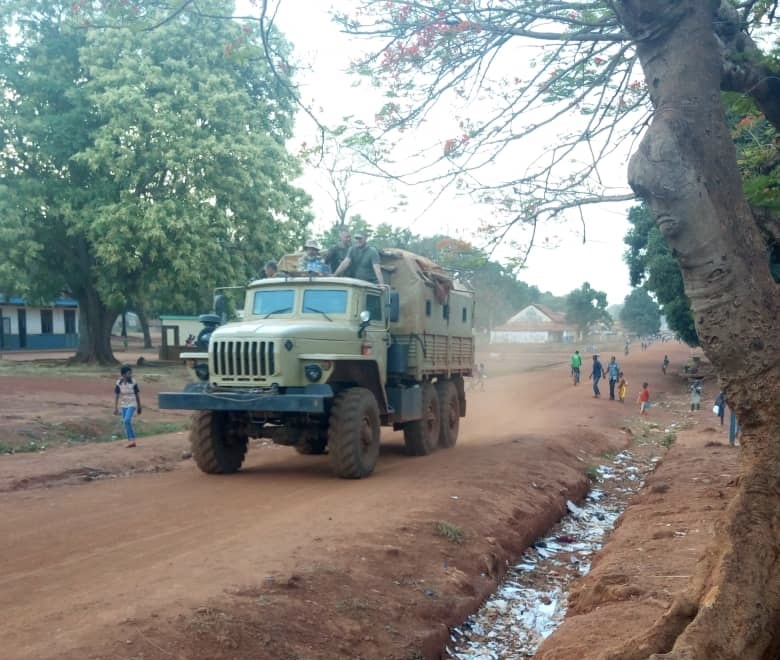
Véhicule russe à Bria (2021)
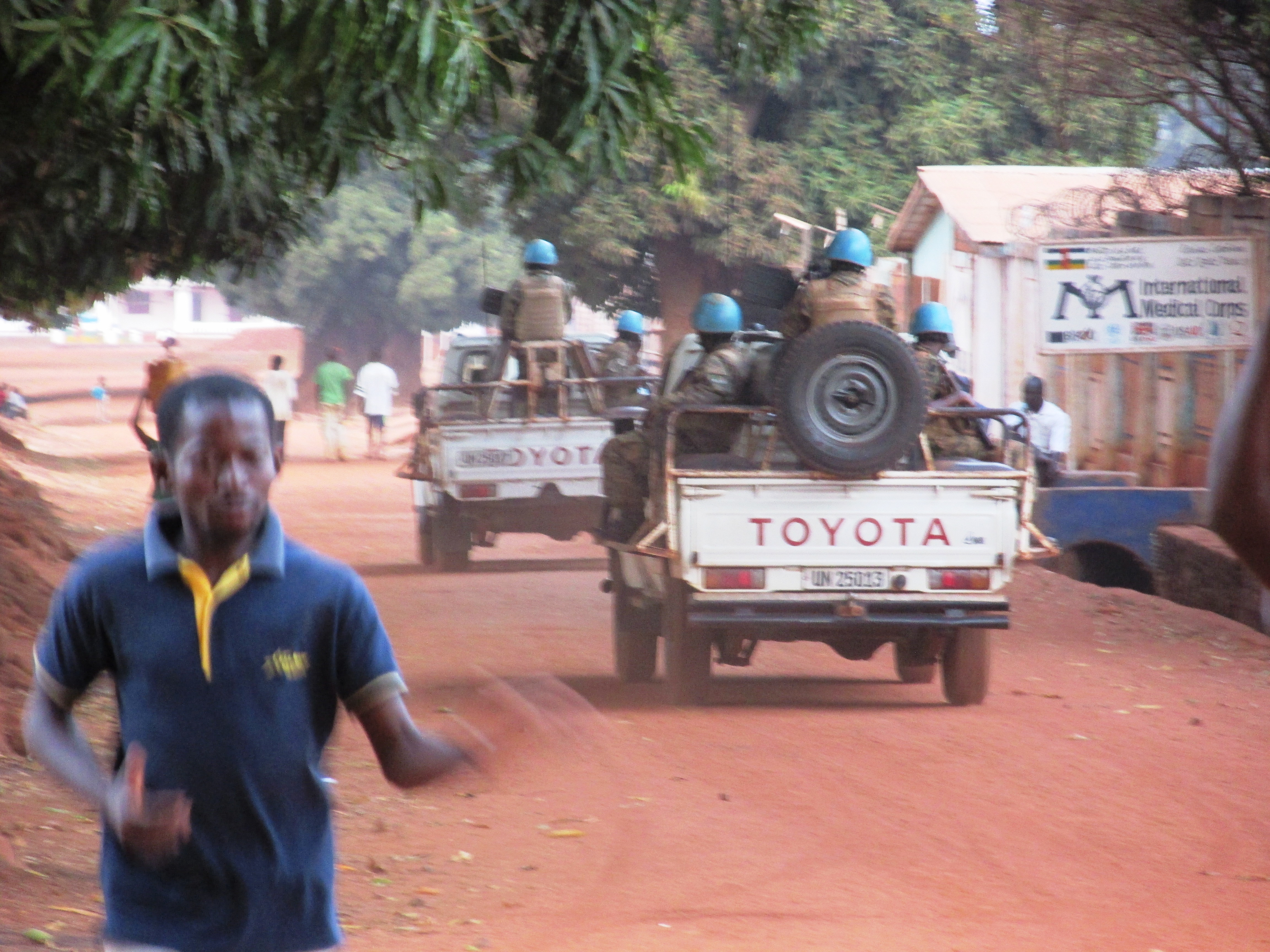
Patrouille de la Minusca (2017)
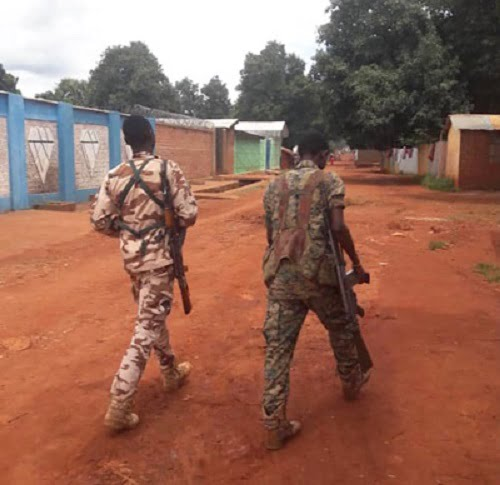
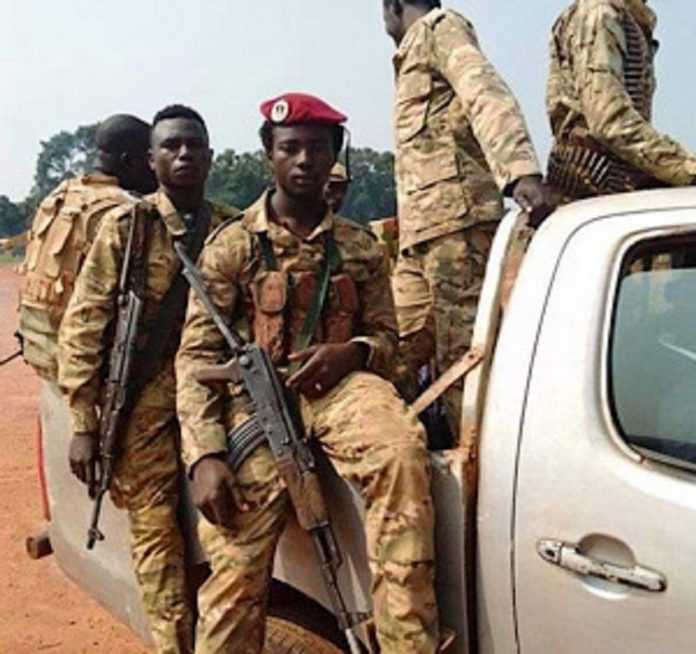
Patrouille FRPC, Bria (2020)
Plan des groupes armés (2020)

## Personnalités liées à la ville
- Dominique Kosseyo (1919-1994), né et mort à Bria, tirailleur de la France libre, premier compagnon de la Libération africain[8],[9].